# William McTaggart
William McTaggart est un artiste peintre écossais né près de Campbeltown dans la péninsule du Kintyre en 1835 et mort à Lasswade (près d'Édimbourg) en 1910. C'est l'un des peintres de paysage les plus importants d'Écosse,.

## Biographie
Il est né à Aros, dans le Kintyre, en 1835 et son éducation dans ce milieu rural l’accompagnera tout au long de sa vie.
À douze ans, il est apprenti chez le Dr John Buchanan, apothicaire de Glasgow, qui reconnaît et encourage le talent artistique du garçon. Il le  présente à l’artiste Daniel Macnee, qui lui suggère de suivre une formation artistique formelle.
Passionné et déterminé, il s’installe à Édimbourg à l’âge de seize ans, contre la volonté de son père. Il entre à la Trustees Academy d’Édimbourg en 1852 et étudie auprès de Robert Scott Lauder, qui lui apprend à dessiner et à peindre « en ronde-bosse » à partir de moulages antiques et de modèles vivants. Dans A Life Study of a Seated Nude Male Model (Étude sur la vie d’un modèle masculin nu assis), dans les années 1850, il explore les gradations de lumière qui caractériseront plus tard ses paysages écossais. À la Trustees Academy, il remporte plusieurs prix, dont les premiers prix pour la peinture d’après nature et d’après l’antique. Même en tant qu’étudiant, il développe une carrière dans le portrait et la peinture de genre préraphaélite, voyageant en Angleterre et en Irlande pour exécuter des commandes.
Pendant cette période, il expose régulièrement à la Royal Scottish Academy d’Édimbourg et à la Royal Academy de Londres. Il connaît un succès précoce en 1859 lorsqu’il est nommé membre associé de la RSA à l’âge de vingt-quatre ans seulement ; onze ans plus tard, il en devient membre à part entière.
Il reste fidèle à ses origines écossaises tout au long de sa carrière. Au début des années 1860, alors que de nombreux camarades de la Trustees Academy sont partis à Londres, il refuse de suivre leur exemple. Quand son ami, l’architecte et écrivain T. S. Robertson, lui demande s’il pense à les rejoindre ou non, il répond : « Non, je préfère être le premier dans mon propre pays que le deuxième dans un autre. »
McTaggart continue à peindre jusqu’à sa mort en 1910, à l’âge de soixante-quinze ans.
Il est enterré au cimetière de Newington à Édimbourg.

## Œuvres
À partir des années 1880, il peint la plupart de ses plus grandes toiles en plein air. Son maniement large et expressif de la peinture et sa technique en plein air ont souvent été comparés à ceux de ses contemporains européens, les impressionnistes français. Cependant, on pense aujourd’hui que les reflets scintillants, les coups de pinceau variés et les textures au couteau à palette du peintre paysagiste John Constable ont eu une influence plus profonde et plus durable sur sa pratique. 
Nombre de ses œuvres majeures sont aujourd’hui conservées dans des collections d’art publiques à travers le Royaume-Uni, notamment à la Tate et aux Galeries nationales d'Écosse.
- A Life Study of a Seated Nude Male Model, années 1850.
- Study of the Cast of the Venus of Milo, années 1850s.
- Mrs John Aitken, 1849.
- Two Girls and a Dog, 1857.
- The Past and the Present, vers 1860.
- Autumn,1863.
- Spring, 1864.
- Off to the Fishing,  1871.
- Le Petit pêcheur, huile sur toile, 34 × 29 cm, Collection Forbes[4]
- A Sea Urchin, 1880.
- The Bait Gatherers, 1890.
- The Storm, 1890.
- Harvest Moon,  1899.